# 다르드인

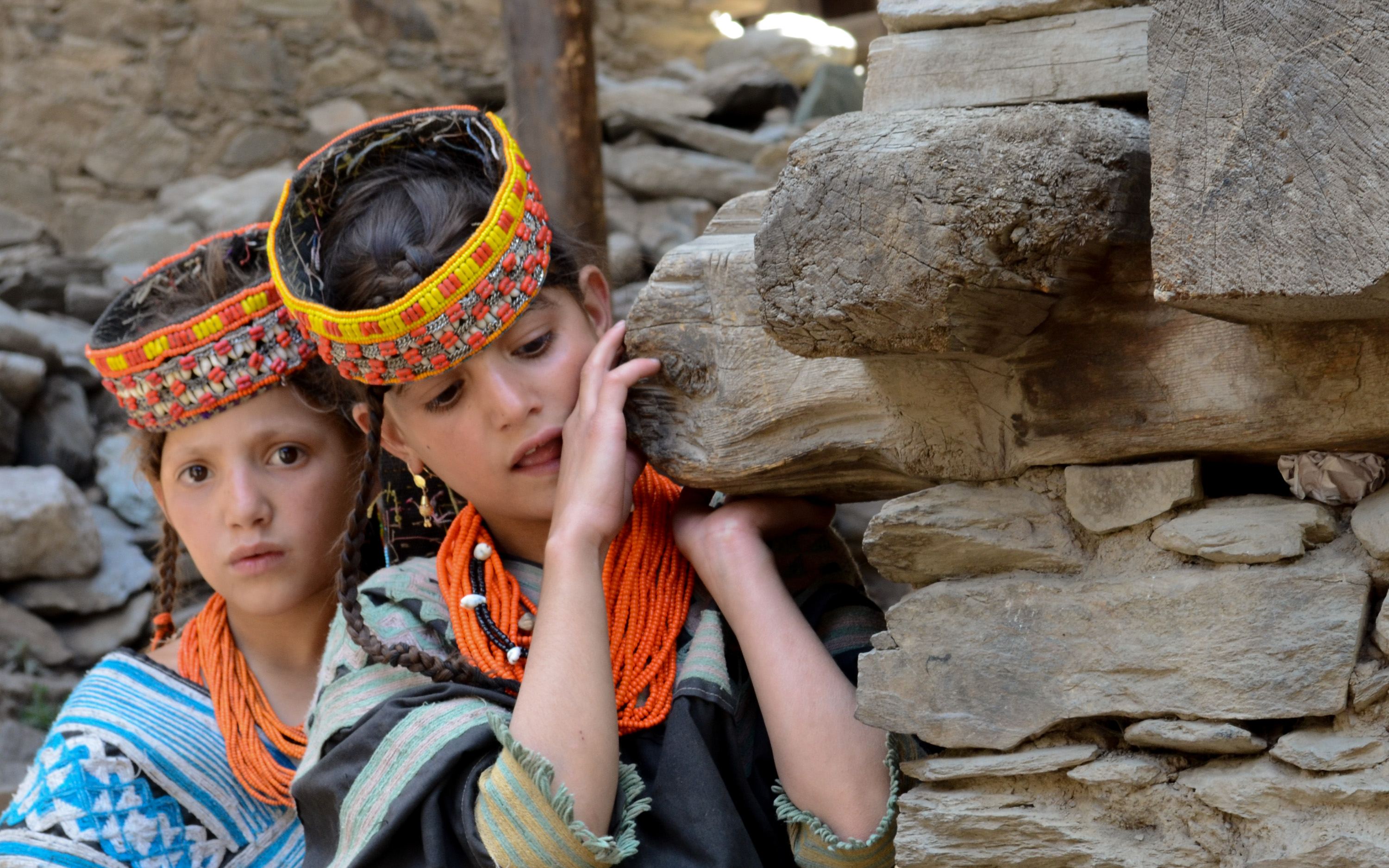
전통복장을 입은 칼라쉬족 소녀들

다르드인(Dard)은 인도아리아어군의 다르드계 언어를 사용하는 민족들을 일컫는 말로, 인도 최북단의 카슈미르를 비롯하여 파키스탄 북부(길기트발티스탄, 카이베르파크툰크와 북부), 그리고 아프가니스탄 동부의 일부 지역(파샤이족 등)에 걸쳐 거주한다. 이들이 거주하는 지역을 다르디스탄이라 하는데, 60% 이상이 높은 산지로 이루어져 있다. 가장 규모가 큰 것은 카슈미르어를 사용하는 카슈미르인으로, 총 700만 명이 넘는다.
여러 언어학자들은 이들이 사용하는 다르드어가 고대 베다 시대에 이미 갈라져 나온 언어의 직계 후손이라고 추정한다. 한편 다르드인이라는 분류는 언어학적인 것일 뿐, 실제로 국가적, 민족적 동질성을 나타내는 말로 사용되는 경우는 보기 어렵다.
다르드인들은 오랫 동안 고대 브라만교와 연관된 샤머니즘 신앙을 믿어 왔으나, 오늘날에는 대부분의 인구가 이슬람교를 따르고 있다. 그러나 치트랄 지역에 사는 칼라쉬인들은 상당수가 여전히 원시 힌두교 신앙을 유지하고 있다. 라다크 지역에 사는 소수 다르드계 부족들도 다수가 불교를 믿는 한편 일부는 여전히 원시 힌두교을 믿는 것으로 알려졌다.

## 같이 보기
- 누리스탄인
- 다르드어군